# Тепавац, Небойша
Небойша Тепавац (серб. Nebojša Tepavac / Небојша Тепавац; 27 марта 1961, Шабац — 5 апреля 1999, Вукичевица) — майор вооружённых сил Югославии, командир 8-го ракетного дивизиона 250-й бригады ВВС и войск ПВО Югославии во время войны НАТО против Югославии.

## Биография
Родился 27 марта 1961 года в Шапаце. Окончил начальную школу в Белграде, затем учился в Мостарской гимназии ВВС Югославии имени маршала Тито. Продолжил обучение в Военной академии ракетных войск и войск противовоздушной обороны в Райловаце по специальности ПВО. Как младший офицер проходил службу в Сисаке. Участник войны в Хорватии: в 1991 году его боевая единица находилась в многомесячной блокаде, однако усилиями Тепаваца личный состав и технику удалось перевести в Баня-Луку.
После вывода войск ЮНА из Хорватии Тепавац продолжил службу в ракетных дивизионах в Обреноваце и Младеноваце в составе 250-й ракетной бригады ПВО Югославии. Во время войны НАТО против Югославии командовал 8-м ракетным дивизионом, который находился в деревне Вукичевица (община Обреновац современной Сербии).
Тепавац погиб 5 апреля 1999 года на боевой позиции своего дивизиона в Вукичевице. Около 2 часов ночи позиция дивизиона была обстреляна тремя противорадарными ракетами, одна из них нанесла прямое попадание в транспорт, где находился Тепавац. В результате попадания погиб сам Тепавац, ещё пять человек было ранено. Он был похоронен 6 апреля на Новом бежанийском кладбище. Посмертно произведён в майоры, также посмертно награждён орденом «За заслуги в области обороны и безопасности». Был женат.

## Память
- 5 апреля 2015 года, в 16-ю годовщину гибели Тепаваца, в Вукичевице был открыт памятник майору. На церемонии открытия присутствовали глава общины Мирослав Чучкович, сестра майора Сильвана Хаджи-Докич и подполковник Деян Миленкович, служивший во 2-м ракетном дивизионе 250-й бригады ПВО[3].
- 5 апреля 2015 года было объявлено о переименовании одной из улиц Обреноваца в честь майора Небойши Тепаваца[3].
- С 2013 года общество спортивно-реабилитационного клуба инвалидов войны «Палеж» проводится мемориальный турнир памяти Небойши Тепаваца[2].